# Euscelis hamulus
Euscelis hamulus är en insektsart som beskrevs av Kuoh 1981. Euscelis hamulus ingår i släktet Euscelis och familjen dvärgstritar. Inga underarter finns listade i Catalogue of Life.